# Elżbieta Jagiellonka (1482–1517)
Elżbieta Jagiellonka (ur. 13 listopada 1482 na Litwie, zm. 16 lutego 1517 w Legnicy) – królewna polska, księżniczka litewska, księżna legnicka. Najmłodsza córka Kazimierza IV Jagiellończyka.

## Biografia
W latach 1505–1509 o jej rękę starał się Bogdan III Jednooki, hospodar mołdawski, jednak m.in. ze względu na sprzeciw Elżbiety do małżeństwa nie doszło. W listopadzie 1515 roku poślubiła Fryderyka II, księcia legnickiego.
Była trzynastym i ostatnim dzieckiem Kazimierza IV Jagiellończyka, króla Polski i wielkiego księcia litewskiego, i jego żony Elżbiety Rakuszanki, księżniczki austriackiej, królewny niemieckiej, czeskiej i węgierskiej.
Elżbieta była mocno związana z matką; po śmierci ojca stale przebywała u jej boku. W 1495 roku wraz z matką i swoją siostrą Barbarą odwiedziła na Litwie swojego brata Aleksandra i jego żonę Helenę.
W 1496 roku Jan Cycero, elektor brandenburski, rozpoczął starania o rękę Elżbiety dla swojego dwunastoletniego syna Joachima.
W 1504 król Aleksander Jagiellończyk przyznał jej zaopatrzenie dożywotnie, zabezpieczone na Łęczycy, Radomiu i Przedczu. 
Konflikt Zygmunta I Starego z hospodarem mołdawskim Bogdanem zakończyło podpisanie 23 stycznia 1510 roku traktatu pokojowego w Kamieńcu Podolskim, mocą którego Bogdan zrezygnował ze starania się o rękę Elżbiety, a sporna sprawa Pokucia została oddana do rozstrzygnięcia Władysławowi węgierskiemu.
12 września 1515 w Krakowie, biskup wrocławski Jan Thurzo, w imieniu księcia legnickiego Fryderyka II podpisał układ małżeński. Ślub odbył się w Legnicy 25 listopada 1515.
Elżbieta zmarła przy porodzie córki Jadwigi i została pochowana w kościele kartuzów w Legnicy. W 1548 roku jej zwłoki zostały przeniesione do innej legnickiej świątyni – kościoła św. Jana.